# Ротвайл
Ротвайл (на немски: Rottweil) e неголям исторически град във федерална провинция Баден-Вюртемберг в югоизточната част на Германия. Населението (по данни от 31 март 2006 г.) e 25 961 души. Площ - 71,76 км². Основан е на брега на река Некар в 73 г. от легионите на Клавдий за укрепване на завоюваната Южна Германия, наричана Земя на Флавий. Градът също така е известен с това, че в него е развъдена кучешката порода ротвайлер.

## Побратимени градове
- Йер, Франция